# Fall Spalinger
Als Fall Spalinger werden die Vorkommnisse um einen Mann unbekannter Herkunft namens Spalinger bezeichnet, der im Mai 1945 in verschiedenen Berliner Bezirken als Stadtkommandant ohne jegliche Legitimation durch die sowjetische Hauptverwaltung auftrat. Vorname, Herkunft sowie weitere Lebensdaten des Mannes sind unbekannt.
Der Hergang wurde auch von Wolfgang Leonhard in seinem Buch Die Revolution entlässt ihre Kinder beschrieben. 

## Ablauf
Spalinger wurde zusammen mit anderen Insassen von der Roten Armee aus der Irrenanstalt Wittenau gegen deren Willen als vermeintlich politisch Inhaftierte „befreit“.
In der Nähe der Anstalt fanden und besetzten sie die noch einzig funktionierende Druckerei Berlins. Spalinger gelang es dort sich als Berliner Stadtkommandant auszugeben und seine Befehle und Direktiven für die verschiedenen Berliner Bezirke drucken und verbreiten zu lassen, was in den von den Sowjets aufgestellten Selbstverwaltungsorganen für Verwirrung sorgte.
Als Hauptaufgabe befehligte Spalinger nicht die dringend benötigte Beseitigung von technischen und wirtschaftlichen Missständen (die Anweisungen des wirklichen Stadtkommandanten General Nikolai Bersarin betrafen vor allem Elektrizitäts-, Wasser-, Lebensmittelversorgung), sondern „im Namen des Arbeiter- und Soldatenrates von Berlin“ vor allem die sofortige Verhaftung aller Mitglieder der Nationalsozialistischen Partei und ihrer Gliederungen.
Als tatsächlich Sonderabteilungen entstanden, und Spalingers Direktiven befolgten, die dem Wirken der Gruppe Ulbricht entgegenstanden, wurde der vermeintliche Gegenkommandant von Ulbrichts Genossen gesucht und von den Russen verhaftet.
Seine spätere Spur verlor sich, Gerüchten nach kam er in Reinickendorf an die Engländer, und, mit dessen Übergabe an die französischen Besatzungsmächte, in ein Gefängnis.

## Bedeutung
Spalingers Aktion hatte zwar letztendlich keinerlei nachhaltige Auswirkung auf die Besatzungspolitik, jedoch bestand während seines kurzen Wirkens durchaus die Gefahr einer Blockade der sowjetischen Bemühungen möglichst schnell, noch vor den West-Alliierten, funktionierende Bezirksverwaltungen nach sowjetischen Vorstellungen zu etablieren, und somit den Status quo zu sichern.